# Ford Windstar
Der Ford Windstar war ein US-amerikanischer Van von Ford auf Basis des Ford Taurus. Er wurde von Anfang 1995 bis Frühjahr 2003 in zwei Generationen gebaut, wobei Ford ihn ab Mitte 1998 auch in Deutschland offiziell vertrieb. Sein Vorgänger ist der Ford Aerostar, Nachfolger der Ford Freestar.

## Erste Generation (1995–1998)
Von dem Fahrzeug wurden zwei Modellgenerationen produziert. Die erste wurde von Januar 1995 bis Juli 1998 hergestellt und offiziell auch in Deutschland vertrieben. Erhältlich war das Fahrzeug mit einem 3,0 Liter großen Vulcan-V6 und 108 kW (147 PS) oder einem 3,8 l großen Essex-V6-Motor und 149 kW (203 PS). Letzterer wurde ausschließlich in den USA angeboten.
Ende 1997 erhielt der Windstar ein kleines Facelift mit geändertem Grill und Scheinwerfern.

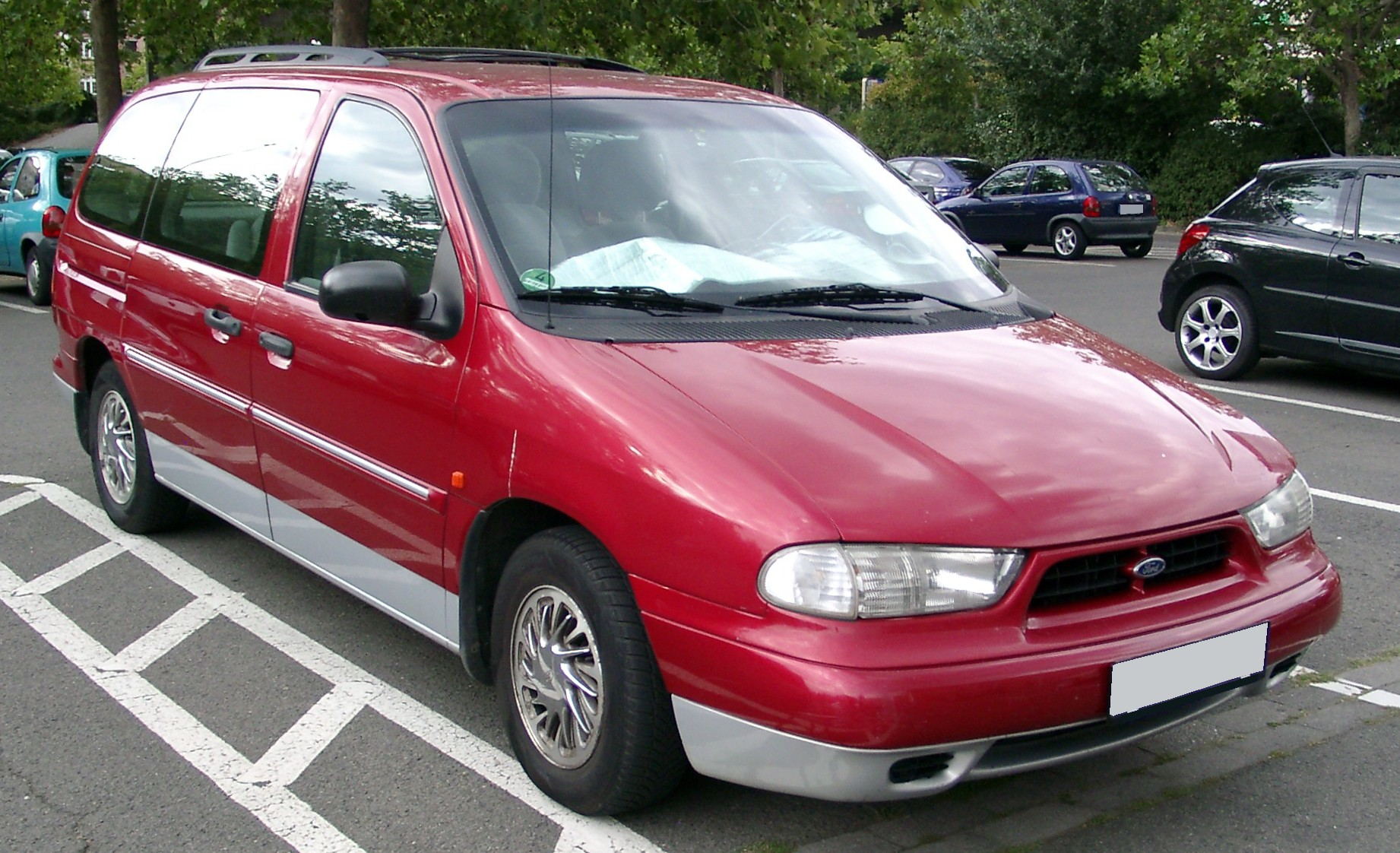
Ford Windstar (1997–1998, EU-Modell)
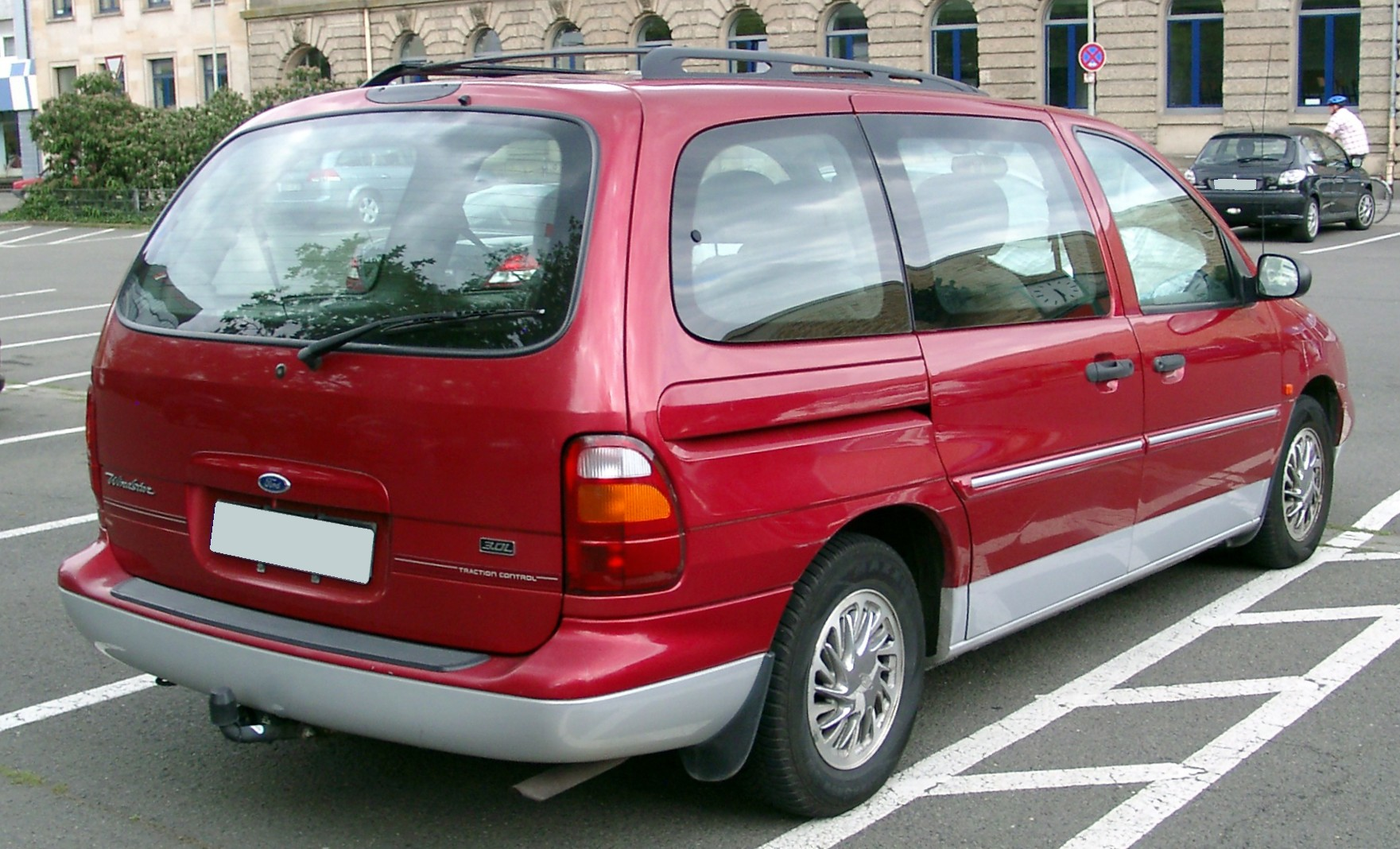
Heckansicht

## Zweite Generation (1998–2003)
Im März 1999 erschien die zweite Ausführung, bei der sowohl Exterieur als auch Interieur überarbeitet worden waren. Alle Versionen waren mit einem Viergang-Automatikgetriebe ausgestattet. Auch die zweite Generation wurde offiziell in einer speziell auf deutsche Verhältnisse abgestimmten Version vertrieben. Optional gab es das Fahrzeug mit einer vierjährigen Garantie.
Mit dem in der Regel sehr standhaften 3,0-Liter-Motor gab es allerdings ein Problem: Der Nockenwellen-Positions-Sensor, der gleichzeitig auch die Ölpumpe antrieb, fiel bisweilen wegen abgeschliffener Zahnräder frühzeitig aus, was häufig zu gravierenden Motorschäden führte.

Im April 2003 lief die Produktion des Windstar aus.

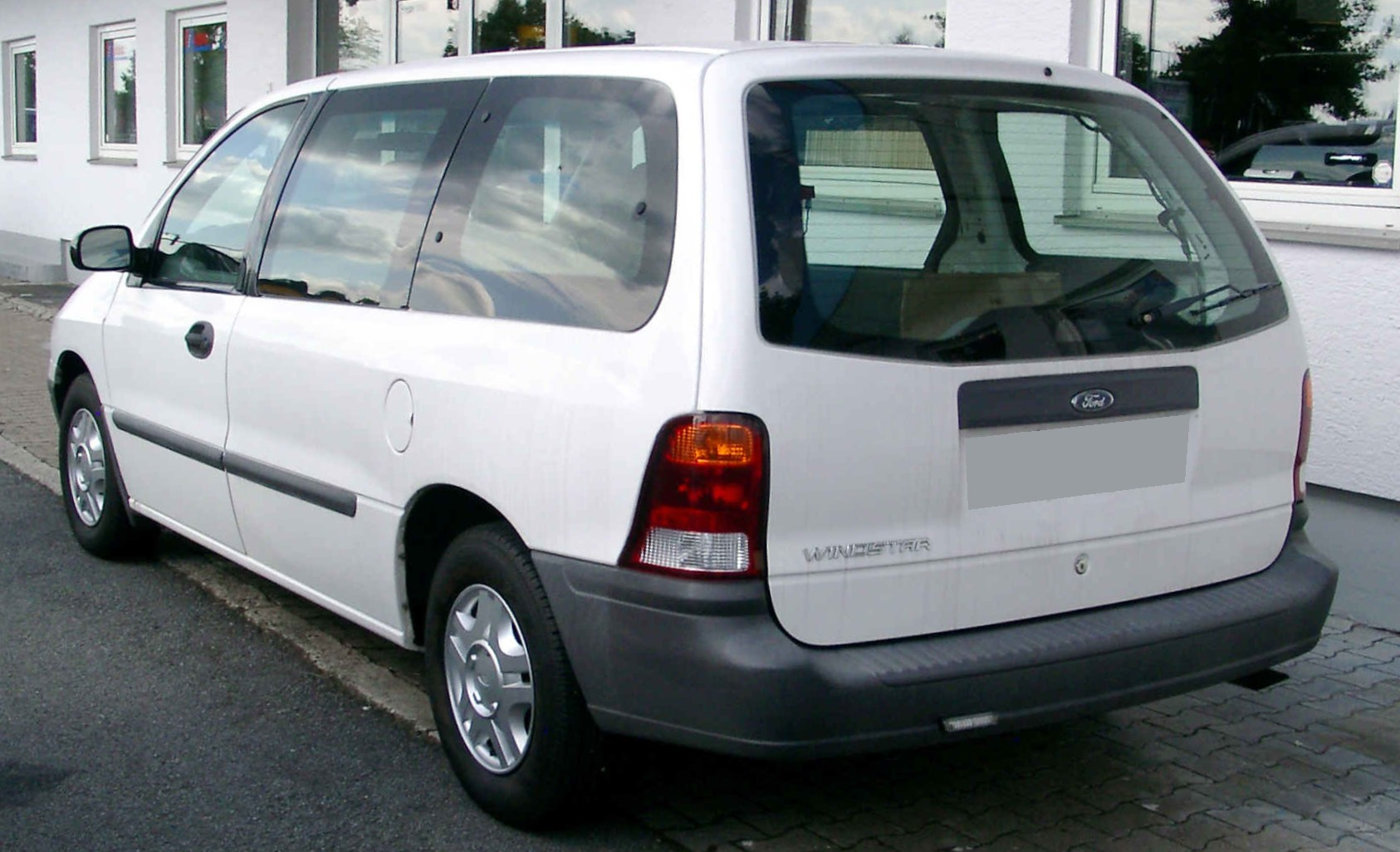
Heckansicht
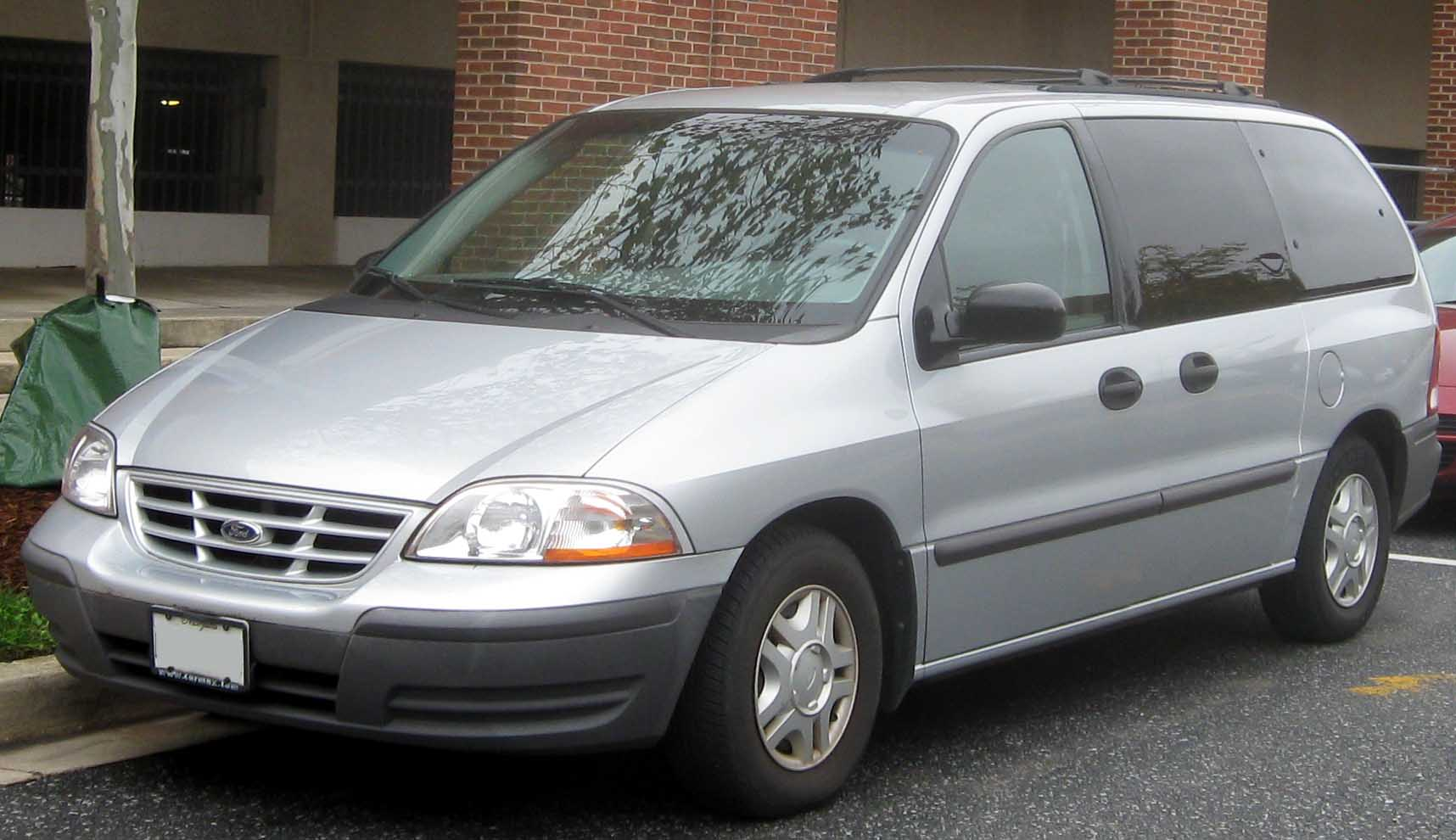
US-Modell (1998–2000)
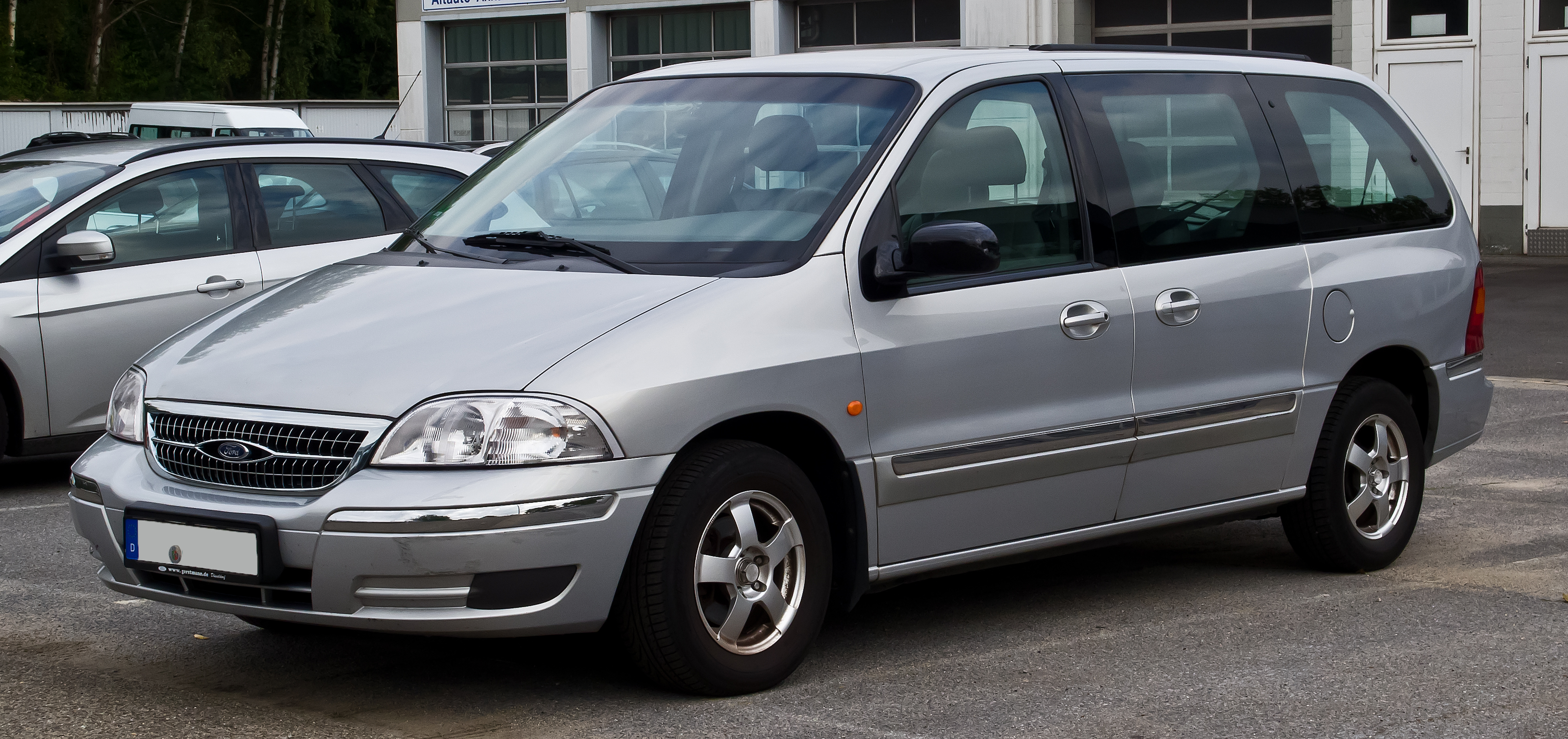
Facelift (EU-Modell, 1999–2002)
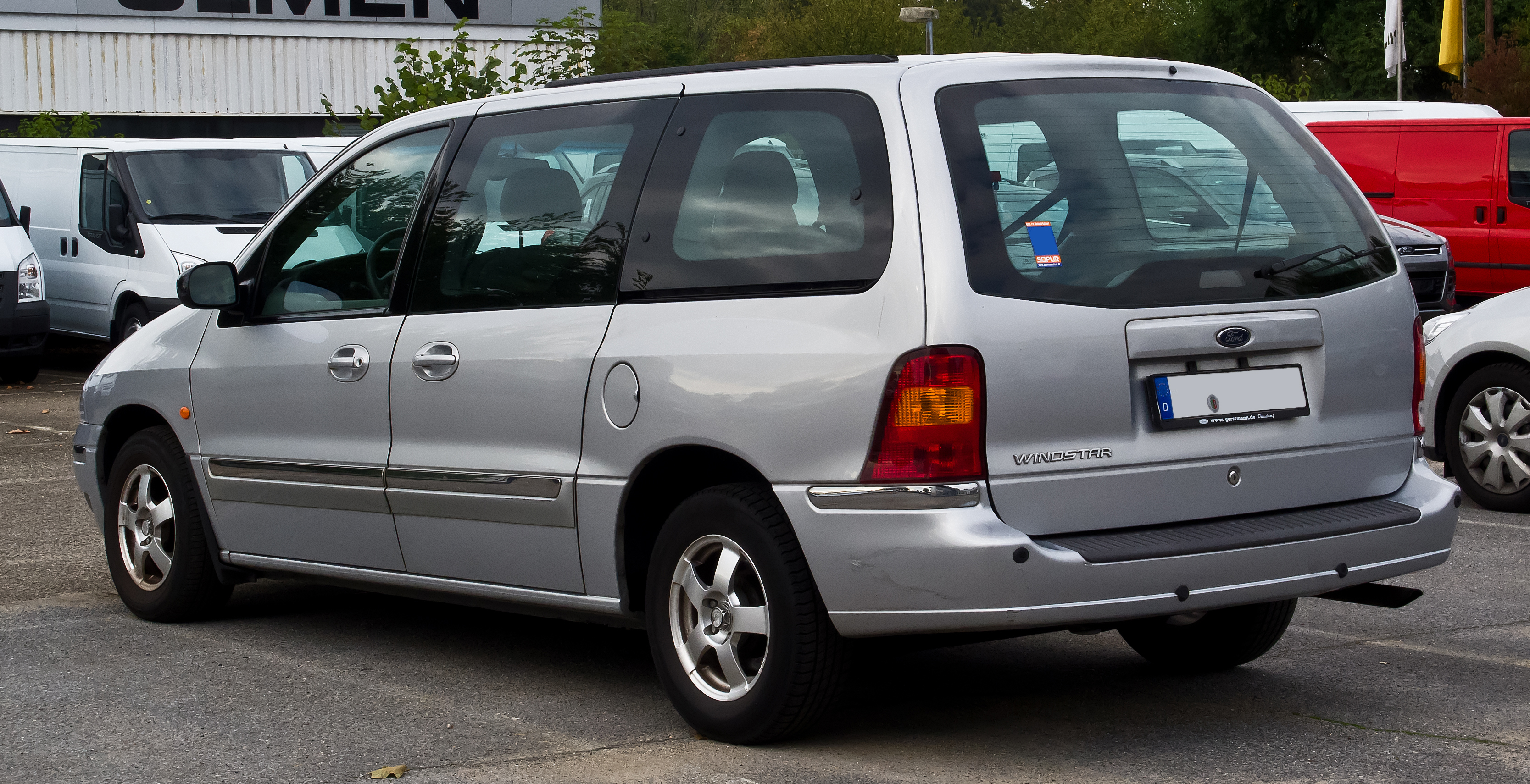
Heckansicht

## Auslaufen der Produktion
In Deutschland wurde das Fahrzeug von Mitte 1998 bis Frühjahr 2002 nur in geringen Stückzahlen verkauft und galt als größer dimensionierte Alternative zum Ford Galaxy. Der Windstar war im Gegensatz zu diesem mit einer seitlichen Schiebetür versehen. Der Erfolg hielt sich aber in Grenzen, da er hinsichtlich des Designs und der Innenraumwertigkeit nicht europäischen Maßstäben entsprach.
Im Herbst 2003 wurde der Windstar in Amerika durch den Ford Freestar ersetzt. Gebaut wurde das Modell in Oakville (Ontario) in Kanada. 